# 1018 Arnolda
1018 Arnolda este un asteroid din centura principală, descoperit pe 3 martie 1924, de Karl Reinmuth.